# Pamitinan Protected Landscape
Der Pamitinan Protected Landscape liegt auf der Insel Luzon, Philippinen. Er wurde am 10. Oktober 1996 auf einer Fläche von 6,08 km² in der Provinz Rizal auf dem Gemeindegebiet von Rodriguez eingerichtet. Das Landschaftsschutzgebiet liegt in der vom Marikina River geformtem Montalban-Schlucht, in der sich der Wawa-wawa Wasserfall befindet. Das Gebiet ist bekannt für seine weißen Kalksteinfelsenformationen, die eine Höhe von 404 Metern über dem Meeresspiegel erreichen.  
Das Landschaftsschutzgebiet liegt ca. 32 km nordöstlich von Manila in den westlichen Ausläufern der Sierra Madre. In dem Naturschutzgebiet liegt die Pamitinan-Höhle, die ein geheimer Versammlungsort des Katipunan war. Acht ranghohe Revolutionäre ritzten ihre Namen in die Höhlenwände, dieses waren Emilio Jacinto, Andres Bonifacio, Faustino Mañalac, Francisco del Castillo, Valeriano Dalida, Pedro Zabala, Guillermo Masangkay. Die Gravuren datieren auf den 10. und 11. April 1895 und stehen unter der Ritzung Viva la Independencia Filipinas. Nach der Entdeckung der Ritzungen 1995 wurde die Höhle zur Historical Landmark (dt.:Historisches Wahrzeichen) erklärt. Östlich des Naturschutzgebietes schließt sich das Marikina Watershed Forest Reserve an.

## Quelle
- Die Webseite des Pamitinan Protected Landscape
- Der Nationalpark auf der Seite des PAWB
- Pamitinan Protected Landscape in der World Database on Protected Areas (englisch)